# 良庆镇
良庆镇，是中华人民共和国广西壮族自治区南宁市良庆区下辖的一个乡镇级行政单位。

## 行政区划
良庆镇下辖以下地区：
良庆社区、那黄村、新村、坛泽村、渌绕村、新团村和新兰村。